# 竹下守夫
竹下 守夫（たけした もりお、1932年5月18日 - 2019年10月2日）は、日本の法学者。専門は民事手続法。学位は、法学博士（東京大学・1963年）（学位論文「訴訟契約の研究」）。一橋大学名誉教授。日本学士院会員。位階は正四位。勲等は瑞宝重光章。
立教大学法学部教授、一橋大学法学部教授、一橋大学法学部学部長、駿河台大学法学部教授、阿部・井窪・片山法律事務所顧問、駿河台大学学長（第4代）、学校法人駿河台大学総長（第2代）などを歴任。弁護士。

## 概要
1932年5月18日生まれ。民事手続法学者・弁護士である。立教大学法学部の教授を経て、一橋大学法学部の学部長、駿河台大学を設置・運営する学校法人の総長などを歴任し、日本学士院会員に選任された。また、日本民事訴訟法学会理事長、法務省特別顧問、法務省法制審議会会長、内閣法制局参与、法務省検察官適格審査会会長などを兼任した。一橋大学から名誉教授の称号を贈られている。2019年10月2日に死去。

## 来歴

### 生い立ち
東京府荏原郡（後の東京府東京市蒲田区、現東京都大田区）生まれ。

### 法学者として
立教大学法学部教授等を経て、一橋大学法学部教授、駿河台大学教授・第4代学長 及び 学校法人駿河台大学第2代総長を歴任。
指導学生に、上原敏夫（一橋大学名誉教授）、春日偉知郎（元慶応義塾大学教授）、野村秀敏（元横浜国立大学教授）、我妻学（東京都立大学教授）、
川嶋四郎（同志社大学教授）、佐野裕志（専修大学教授）等がいる。女性初の日本弁護士連合会会長を務めた渕上玲子なども竹下ゼミ出身。
カンボジア法整備支援民事訴訟法作業部会の部会長を務め、委員を務めた上原敏夫一橋大学教授、池田辰夫大阪大学教授、春日偉知郎筑波大学教授、大村雅彦中央大教授、松下淳一東京大学教授、三木浩一慶應義塾大学教授、柳田幸三横浜地方裁判所判事、山本和彦一橋大学教授、坂本三郎法務省民事局付検事らとともに、カンボジア王国民事訴訟草案を策定した。2002年カンボジア王国友好勲章（オフィシエ級）受章。
1984年から1988年まで日本学術会議民事法学連絡委員。1990年から1992年まで日本民事訴訟法学会理事長。1993年アレクサンダー・フォン・フンボルト財団研究賞受賞。2009年飯能市から表彰。2010年瑞宝重光章受章。
2019年10月2日、肺炎のため死去。87歳没。叙正四位。

## 略歴
- 1951年 東京都立日比谷高等学校卒業
- 1954年 大学4年在学時に司法試験第二次試験合格
- 1955年 東京大学法学部卒業[11]
- 1957年 東京大学大学院社会科学研究科修士課程修了、法学修士[11]
- 1959年
  - 司法修習修了
  - 立教大学法学部専任講師[11]
- 1963年
  - 東京大学大学院社会科学研究科博士課程修了、東京大学より法学博士の学位を取得[11]（学位論文「訴訟契約の研究」）
  - 立教大学法学部助教授
  - アレクサンダー・フォン・フンボルト財団給費研究生として、マールブルク大学及びケルン大学留学
- 1969年 立教大学法学部教授
- 1970年 立教大学を退職し、一橋大学法学部助教授就任
- 1972年 一橋大学法学部教授[11]
- 1974年 アレクサンダー・フォン・フンボルト財団の招聘により、ケルン大学訴訟法研究所において海外研修
- 1990年 一橋大学法学部長（1992年まで）
- 1994年 アレキサンダー・フォン・フンボルト財団の招聘により、フライブルク大学法学部にて研究
- 1995年 国際交流基金派遣日本研究専門家として、中国社会科学院法学研究所及び上海社会科学院にて海外研修
- 1996年 一橋大学を定年退官し、一橋大学名誉教授及び駿河台大学法学部教授就任[11]
- 1997年 弁護士登録（第一東京弁護士会）。阿部・井窪・片山法律事務所顧問就任[11]
- 1999年
  - 駿河台大学第4代学長（2007年まで）[11]
  - 司法制度改革審議会会長代理（2001年まで）[11]
- 2001年 法務省法制審議会会長（2003年まで）[11]
- 2005年 法務省特別顧問（2019年まで）[11]
- 2006年 一橋大学経営協議会学外委員
- 2007年 学校法人駿河台大学第2代総長（2010年まで）[11]
- 2008年 日本学士院会員
- 2010年 学校法人駿河台大学顧問（2018年まで）[11]
- この間日本私法学会理事、司法試験第二次試験考査委員等の要職を歴任。法制審議会倒産法部会長、最高裁判所民事規則規程諮問委員会委員、最高裁判所家庭規則制定諮問委員会委員、内閣法制局参与等政府関係等の委員としても活躍した[11]。

## 主要著書

### 単著
- 『担保権と民事執行・倒産手続』（有斐閣、1990年）
- 『民事執行における実体法と手続法』（有斐閣、1990年）
- 『民事執行法の論点』（有斐閣、1985年）
- 『不動産執行法の研究』（有斐閣、1977年）

### 共著
- 『司法制度改革』（佐藤幸治、井上正仁）（有斐閣、2002年）
- 『裁判法（第4版）』（兼子一）（有斐閣、1999年）
- 『法と裁判』（小暮得雄）（放送大学教育振興会、1996年）
- 『民事保全法の基本構造』（鈴木正裕）（西神田編集室、1995年）
- 『民事訴訟法 新版』（兼子一）（弘文堂、1993年）
- 『訴訟のはなし 第3版』（兼子一）有信堂高文社、1992年）

### 共編著
- 『講義民事訴訟法』（吉村徳重、谷口安平）（青林書院、2001年）
- 『講座新民事訴訟法 I』（今井功）（弘文堂、1998年）
- 『注解民事保全法（上）（下）』（藤田耕三）（有斐閣、1996年、1998年）
- 『民事保全法』（藤田耕三）（有斐閣、1997年）
- 『民事執行・民事保全法』（新堂幸司）（有斐閣、1995年）
- 『裁判実務大系 3 改訂版』（藤田耕三）（青林書院、1994年）
- 『注釈民事訴訟法 3』（伊藤眞）（有斐閣、1993年）
- 『民事手続法学の革新（上）（中）（下）』（中野貞一郎、新堂幸司、鈴木正裕、青山善充、伊藤眞、高橋宏志）（1991年）
- 『国際倒産法』（商事法務、1991年）
- 『基本判例から見た民事執行法』（新堂幸司）（有斐閣、1983年）
- 『破産・和議法の基礎 新版』（宮脇幸彦）（青林書院、1982年）
- 『民事訴訟法を学ぶ　第2版』（谷口安平）（有斐閣、1981年）
- 『民事執行法を学ぶ』（新堂幸司）（有斐閣、1981年）